# 838年
| 千纪： | 1千纪                                                                                           |
| 世纪： | 8世纪 \| 9世纪 \| 10世纪                                                                        |
| 年代： | 800年代 \| 810年代 \| 820年代 \| 830年代 \| 840年代 \| 850年代 \| 860年代                       |
| 年份： | 833年 \| 834年 \| 835年 \| 836年 \| 837年 \| 838年 \| 839年 \| 840年 \| 841年 \| 842年 \| 843年 |
| 纪年： | 戊午年（马年）；唐開成三年；南诏保和十五年；日本承和五年；渤海国咸和八年                        |

## 逝世
- 丕平一世 (阿基坦)，阿基坦国王
- 僖康王，新罗国王
- 赤祖德贊：吐蕃赞普。
- 勃阑伽·云丹，吐蕃僧相。
- 李運，唐代宗之子
- 清涼澄觀，唐朝華嚴宗四祖。
- 王德妃 (唐文宗)，唐文宗德妃
- 王源中，唐朝大臣